# Cometes giesberti
Cometes giesberti là một loài bọ cánh cứng trong họ Cerambycidae.